# Carni

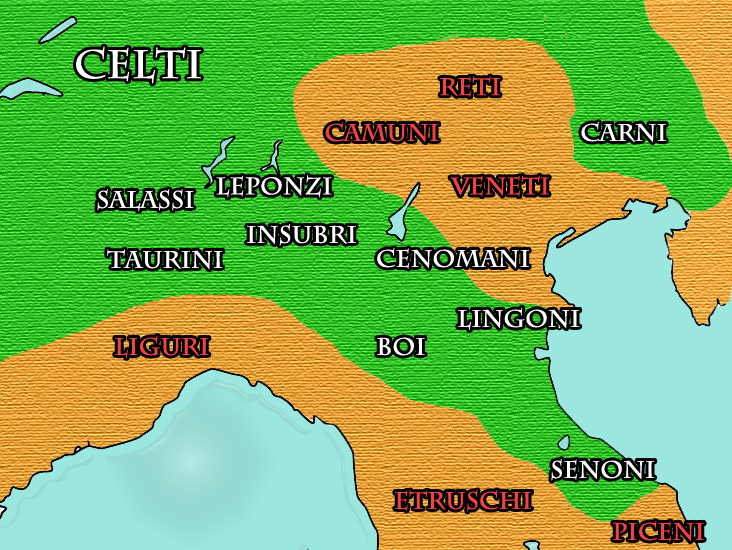
De volken van Gallia Cisalpina in 391 v.Chr.

De Carni (Oudgrieks: Καρνίοι) waren een volk uit de Oostelijke Alpen tijdens de klassieke oudheid, gevestigd in de bergen tussen Noricum en Venetia.
Zij worden normaliter gezien als een Gallische stam, ook al worden zij door sommigen verbonden aan de Veneti, een groep die nauw verbonden is aan de Kelten maar hier toch apart van staat. Hun vestigingsgebied is niet nauwkeurig bepaald. Strabo plaatst hen in de bergen, terwijl Ptolemaeus twee steden aan de Adriatische kust aan hen toebedeelt. Zij zijn waarschijnlijk de naamgever van de regio's Carnia, Carniola en Carinthia.
De eerste historische datum die gerelateerd is aan de komst van de Carni is 186 v.Chr., toen circa 50.000 Carni, samengesteld uit gewapende mannen, vrouwen en kinderen, afdaalden richting de vlaktes (waar zij voorheen slechts overwinterden) en op een heuvel een versterkte nederzetting stichtten, Akileja. De Romeinen dreven de Carni terug de bergen in, vernietigden hun nederzetting en stichtten een defensieve kolonie bij hun noordoostelijke grens. De nieuwe nederzetting werd Aquileia genoemd, naar de voormalige Keltische naam Akileja. De triumvir die de nederzetting gesticht hadden waren Publius Scipio Nasica, Caius Flaminus en Lucius Manlius Acidinus.
Om de Romeinse expansie te stuiten en de vruchtbare en meer gastvrije vlaktes te bezitten, probeerden de Carni een alliantie te vormen met de Histri, de Iapydes en de Taurisci Kelten. Toen Rome zich meer en meer bewust werd van het dreigende gevaar van de Carni, en aangezien het zijn eigen expansie wilde versnellen, stuurde het de legioenen van consul Marcus Aemilius Scaurus naar het noordoosten, die uiteindelijk de Carni versloeg in een veldslag op 15 november 115 v.Chr.
De Carni zwichtten voor de Romeinse Republiek in de 2e eeuw v.Chr. en accepteerden haar overheersing met de concessies die zij daarbij kregen. Zij kregen toestemming om de vlaktes tussen de Julische Alpen en de Livenza rivier te koloniseren, die zij eerder al hadden geprobeerd te bezetten en waarbij zij in conflict waren gekomen met de Romeinen en de Veneti. In de tussentijd groeide het belang van Aquileia, het werd een municipium Romanum in 90 v.Chr.. Het werd een belangrijk centrum voor handel en nijverheid, de belangrijkste haven aan de Adriatische Zee en een garnizoensplaats.
In de Late Oudheid, onder druk van Germaanse en Slavische volken, werd de invloed van de gelatiniseerde Carni op het door hen bevolkte bergachtige gebied beperkt tot slechts de vlaktes van Carnia en Friuli, met een groeiende instroom van migranten uit Carniola, Karinthia en uit andere gebieden binnen het Romeinse Rijk. Deze trend werd waarschijnlijk gestopt met de dominantie van de Lombarden over Friuli.
Gallia Cisalpina:
Anares · Beluni · Boii · Carni · Caturiges · Cenomani · Ceutrones · Insubres · Lepontii · Libici · Lingones · Nerusi · Salassi · Segusani · Suetri · Taurini · Vedianti

Gallia Transalpina:
Aedui · Albici · Allobroges · Ambarri · Ambiani · Andecavi · Arecomici · Atrebati · Aulerci Cenomani · Aulerci Diablintes · Aulerci Eburovices · Arverni · Baiocasses · Bellovaci · Bituriges Cubi · Bituriges Vivisci · Cadurci · Caleti · Carnutes · Catalauni · Caturiges · Cavares · Cenomani · Centrones · Cetrones · Commoni · Condrusi · Coriosolitae · Durocasses · Eciates · Eleuteti · Gabali · Garocelli · Geidumni · Grudii · Helvetii · Helvii · Lemovices · Leuci · Levaci · Lexovii · Lingones · Mandubii · Mediomatrici · Medulli · Menapii · Morini · Namnetes · Nantuates · Nerviërs · Nitiobriges · Osismii · Parisii · Petrocorii · Pictones · Pleumoxii · Redones · Remi · Ruteni · Salluviërs · Santones · Segni · Segovellauni · Segusiavi · Senones · Sequani · Silvanectes · Sordones · Suessiones · Tectosages · Tigurini ·  Tougener · Treveri · Tricasses · Tricastini · Turones ·  Veliocasses · Vellavi · Venelli · Veneti · Viducasses · Viromandui · Vocontii · Volcae Arecomici · Volcae Tectosages · Vivisci